# Томашпільський цукровий завод
Томашпільський цукровий завод — підприємство з виробництва цукру в смт. Томашпіль Вінницької області. Виробляє білий цукор, мелясу, жом, вапно. Одна з шести компаній області, які займаються виробництвом цукру.

## Історія

### 1873—1917
1873 року у волосному центрі Томашпіль Ямпольського повіту Подольської губернії Російської імперії було побудовано бурякоцукровий завод.
Під час першої російської революції 30 листопада 1905 року на стінах Томашпільського цукрового заводу були розклеєні листівки з закликом до працівників почати страйк і вимагати підвищення заробітної платні та скорочення робочого дня. Цього ж дня працівники почали страйк і досягли підвищення зарплатні на 10 копійок на день.
Після лютневої революції 1917 року на заводі був створений фабрично-заводський комітет, який у квітні 1917 року запропонував установити на підприємстві восьмигодинний робочий день і подвійний розмір оплати за надурочні роботи, у травні 1917 року 8-годинний робочий день було встановлено, а зарплатня — підвищена на 50 %.

### 1918—1991
У лютому 1918 року в Томашполі була створена повітова Рада працівників, селянських і солдатських депутатів, однак уже наприкінці лютого 1918 року селище окупували австро-німецькі війська, які наклали на поселення контрибуцію, розграбували цукровий завод (звідки було вивезено понад 1200 мішків цукру) і лишалися тут до листопада 1918 року. В поадльшому, до липня 1920 року, Томашпіль лишався в зоні бойових дій громадянської війни.
19 жовтня 1923 року відновлений цукровий завод поновив роботу.
Відповідно до другого п'ятирічного плану розвитку народного господарства СРСР, 1934 року почалася реконструкція заводу, після завершення якої 1936 року виробничі потужності заводу збільшилися на третину, 1940 року завод виробив цукру майже на 3 млн. рублів.
В ході німецько-радянської війни з 20 липня 1941 до 16 березня 1944 року селище був окупований німецькими військами, під час відступу німецькі війська зруйнували цукровий завод, та вже до кінця 1944 року він був відновлений.
У наступні роки обсяги виробництва збільшилися, а в сезон цукроваріння 1949—1950 років завод перевиконав план виробництва на 107 %, додатково випустивши майже 40 тис. пудів цукру.
Відповідно до семирічним планом розвитку народного господарства (1959—1965), в 1960—1964 роки завод був реконструйований, внаслідок виробничі потужності були подвоєні порівняно з довоєнними.
У жовтні 1970 року завод переробляв 1,26 тис. тон буряка на добу.
В цілому, за радянських часів цукровий завод був найбільшим підприємством селища.

### Після 1991
Після проголошення незалежності України завод перейшов у відання Державного комітету харчової промисловості України.
У липні 1995 року Кабінет Міністрів України затвердив рішення про приватизацію цукрового заводу, а також бурякорадгоспу та райсільгосптехнікі, які забезпечували його сировиною. В подальшому, державне підприємство було перетворено на відкрите акціонерне товариство.
У червні 1999 року Кабінет Міністрів України передав завод у комунальну власність Вінницької області.
31 січня 2000 року Кабінет Міністрів України затвердив рішення про продаж останніх 25 % акцій заводу, які залишалися в державній власності.
2004 року завод перейшов у власність агрохолдингу «Зелена долина».
У серпні 2017 року виробничі потужності заводу забезпечували можливість переробки до 2,4 тис. тон буряка на добу.